# Passività correnti
Le Passività Correnti (PC) racchiudono categorie presenti nelle passività non correnti che (nella stesura dello stato patrimoniale) l'impresa iscrive in questa sezione quando ritiene di poterle estinguere durante il normale esercizio commerciale.
Tali categorie sono principalmente i debiti che si possono generalmente ripagare/chiudere entro un anno e possono essere debiti verso fornitori (in generale debiti di carattere fisico), oppure debiti finanziari (obbligazioni a breve, debiti verso banche).
Le passività correnti finanziano l'attivo circolante.
Tra le passività non correnti si evidenziano:
1. Passività finanziarie correnti:

- Debiti verso banche o istituti di credito
- Obbligazioni in circolazione
- altre passività correnti

1. Debiti commerciali
2. Debiti per imposte
3. Altre passività correnti

## Debiti commerciali
Si tratta tendenzialmente di debiti nei confronti dei fornitori che vengono comunque saldati nel corso dell'esercizio.
Anche questa categoria di passività è scomponibile in ulteriori categorie.
Va sottolineato che si tratta di passività spontanee (passività che non presentano remunerazione esplicita).

## Debiti Finanziari
Si tratta di debiti nei confronti di banche o istituzioni di credito che hanno fornito capitale all'impresa.